# Modelul Lambda-CDM
ΛCDM (Lambda cold dark matter) sau Lambda-CDM este o parametrizare a modelului cosmologic Big Bang în care universul conține trei componente majore: în primul rând, o constantă cosmologică notată Lambda (greacă Λ) și asociată cu energia întunecată; în al doilea rând, materia întunecată rece (abreviată CDM); și a treia, materia obișnuită. Este denumit frecvent modelul standard al cosmologiei Big Bang deoarece este cel mai simplu model care oferă o relatare rezonabilă a următoarelor proprietăți ale cosmosului:
- existența și structura radiației cosmice de microunde de fond
- structura pe scară largă în distribuția de galaxii
- abundențele observate de hidrogen (inclusiv deuteriu), heliu și litiu
- expansiunea accelerata a universului observată în lumina de la galaxiile îndepărtate și supernovele

Modelul presupune că relativitatea generală este teoria corectă a gravitației pe scări cosmologice. A apărut la sfârșitul anilor '90 ca o cosmologie de concordanță, după o perioadă de timp în care proprietățile disparate observate ale universului păreau inconsistente reciproc și nu exista un consens asupra structurii densității energetice a universului.
Modelul ΛCDM poate fi extins adăugând inflație cosmologică, chintesență și alte elemente care sunt domenii actuale de speculație și cercetare în cosmologie.
Unele modele alternative contestă ipotezele modelului ΛCDM. Exemple de acestea sunt: dinamica newtoniană modificată, gravitația entropică, gravitația modificată, teoriile variațiilor la scară largă a densității materiei universului, gravitația bimetrică, invarianța la scară a spațiului gol și materia întunecată în descompunere (DDM).

## Prezentare generală

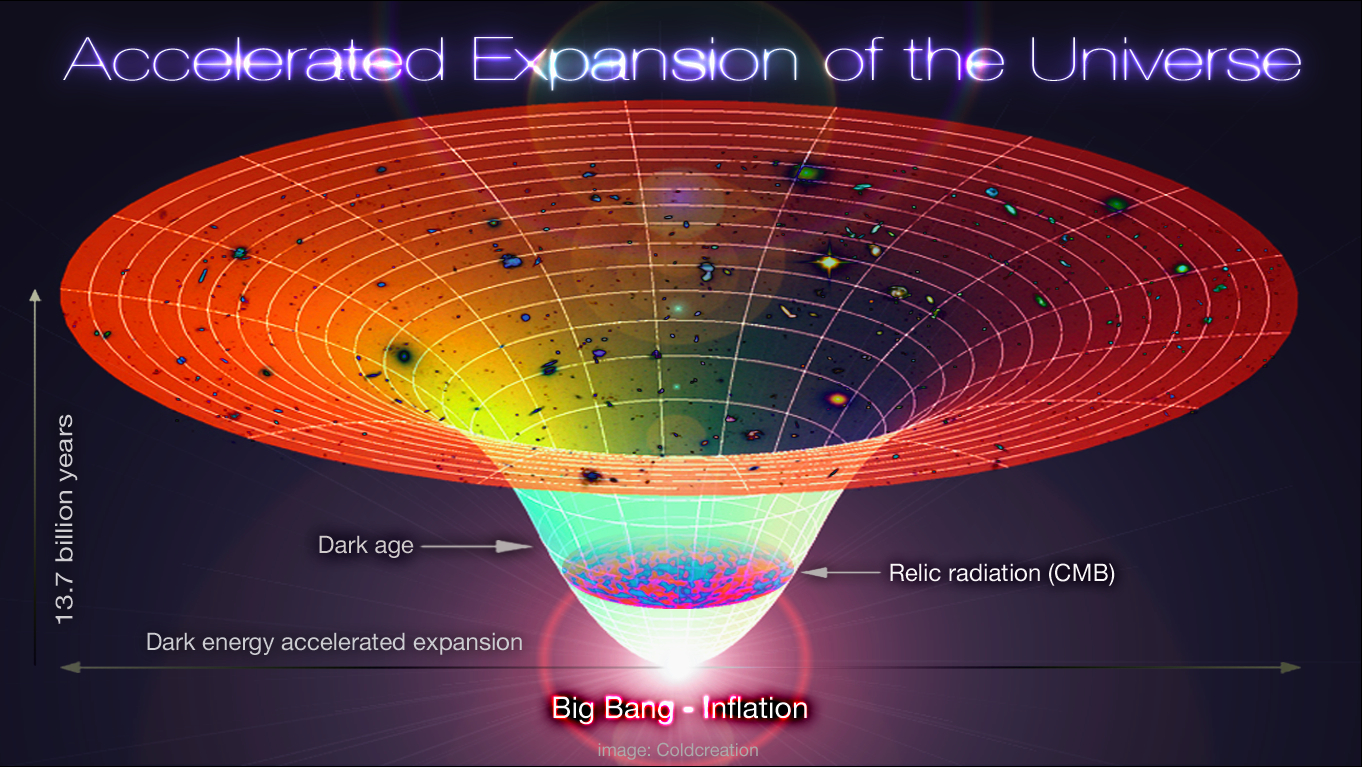
Lambda-CDM, expansiunea accelerată a universului. Linia de timp din această diagramă schematică se extinde de la Big Bang/epoca de inflație acum 13,8 miliarde de ani până la momentul cosmologic actual.

Majoritatea modelelor cosmologice moderne se bazează pe principiul cosmologic, care afirmă că amplasarea noastră observațională în univers nu este neobișnuită sau specială; pe o scară suficient de mare, universul arată la fel în toate direcțiile (izotropie) și din orice amplasare (omogenitate).
Modelul include o extindere a spațiului metric care este bine documentat atât ca deplasare spre roșu a absorbției spectrale proeminente sau a liniilor de emisie a luminii de la galaxiile îndepărtate. Ambele efecte sunt atribuite unei schimbări Doppler în radiații electromagnetice în timp ce se călătorește prin spațiul în expansiune. Deși această expansiune mărește distanța dintre obiectele care nu sunt sub influență gravitațională partajată, nu mărește dimensiunea obiectelor (de exemplu, galaxii) în spațiu. De asemenea, permite galaxiilor îndepărtate să se depărteze una de alta la viteze mai mari decât viteza luminii; expansiunea locală este mai mică decât viteza luminii, dar expansiunea însumată pe distanțe mari poate depăși colectiv viteza luminii.
Litera {\displaystyle \Lambda } (lambda) reprezintă constanta cosmologică, care este în prezent asociată cu o energie de vid sau o energie întunecată în spațiul gol, și care este utilizată pentru a explica expansiunea accelerată contemporană a spațiului împotriva efectelor de atragere ale gravitației. O constantă cosmologică are presiune negativă, {\displaystyle p=-\rho c^{2}}, care contribuie la tensorul energie-impuls care, conform teoriei generale a relativității, determină accelerarea expansiunii. Fracția densității energetice a universului nostru (plat sau aproape plat) care este energia întunecată, {\displaystyle \Omega _{\Lambda }}, este estimată la 0,669 ± 0,038 pe baza rezultatelor Dark Energy Survey din 2018 sau 0,6847 ± 0,0073 pe baza datelor din 2018 de la telescopul spațial Planck, sau peste  68,3% (estimarea din 2018) a densității masă-energie a universului.
Materia întunecată rece, este modelul de materie întunecată în care viteza particulelor este mult mai mică decât viteza luminii. Materia întunecată rece este non-barionară, adică este formată din altă materie decât protonii și neutronii (și electronii, prin convenție, deși electronii nu sunt barioni). Nu se poate răci prin radiația de fotoni și particulele de materie întunecată interacționează între ele și alte particule doar prin gravitație și, eventual, prin forța slabă.
Modelul include un singur eveniment originar, „Big Bang”, care nu a fost o explozie, ci apariția abruptă a expansiunii spațiu-timpului care conține radiații la temperaturi de aproximativ 1015 K. Acest lucru a fost imediat (în decurs de 10−29 secunde), urmat de o expansiune exponențială a spațiului cu un multiplicator de scară 1027 sau mai mult, cunoscută sub numele de inflație cosmică.  Universul timpuriu a rămas fierbinte (peste 10.000 K) timp de câteva sute de mii de ani, o stare care poate fi detectată ca un fundal de microunde cosmice sau CMB, o radiație energetică foarte scăzută emanată din toate părțile cerului. Scenariul „Big Bang”, cu inflație cosmică și fizică de particule standard, este singurul model cosmologic actual, în concordanță cu extinderea continuă a spațiului observată, distribuția observată a elementelor mai ușoare din univers (hidrogen, heliu și litiu) și textura spațială a neregulilor în radiația CMB. Inflația cosmică abordează, de asemenea, „problema orizontului” din CMB; într-adevăr, pare probabil că universul este mai mare decât orizontul observabil de particule.
Modelul folosește metrica Friedmann–Lemaître–Robertson–Walker, ecuațiile Friedmann și ecuațiile cosmologice de stare pentru a descrie Universul observabil, imediat după epoca inflaționistă până în prezent și viitor.